# 沙倉しずか
沙倉 しずか（さくら しずか・9月20日）は、日本のタレント、グラビアモデル、レースクイーン。北海道出身。愛称は「しーちゃん」。

## 略歴

### 下積み時代〜レースクイーン活動
2009年8月よりワンエイトプロモーションに所属。同年9月21日に代々木公園で行われた撮影会で、同期所属の春菜めぐみ等と共にお披露目された。その後はイベントコンパニオンやオールスター感謝祭のアシスタント等を経て、2012年のスーパー耐久「DIXCELレースクイーン」、2013年の西口プロレスリングガールを務めた。
2016年7月のGTアジアシリーズに「Phoenix Racing」のレースクイーンとして、同年8月の富士チャンピオンレースシリーズに「フロンティアキューティーズ」の一員として、それぞれスポット参加。同8月28日未明の24時間テレビ『有吉“生”反省会スペシャル』では、指原莉乃そっくり軍団の一人として指原本人と夢の共演を果たしている。また同年10月のスーパー耐久の岡山戦では、「Adenauレーシングガールズ」で忍野さら（現：おしの沙羅）のアンダーを務めた。
2017年は荒井つかさ、大津リサと共に「GOODYEARエンジェル」としてD1 GRAND PRIXのレースクイーンを担当した他、Amazonプライムのリアリティ番組『バチェラー・ジャパン』に出演。同年10月には東京モーターショーで日野自動車ブースのコンパニオンを務め、日野礼香や同じ事務所の藤井マリーとも共演している。ネッツトヨタ多摩のレースクイーンに当たる「T's Factory Lady」としての活動もあった。
2018年、「Arnage Racing」（アルナージュレーシング）のレースクイーンユニット「Arnage Lovely Cats」（アルナージュ・ラブリーキャッツ）に参加。自身初のSUPER GTレースクイーンを務めた。

### ミスFLASH受賞〜A-classへ
2018年6月、『ミスFLASH2019』オーディションに応募しエントリー者50名の中に入り、同年9月3日、ファイナリスト15名の中に残ったことが発表される。ファイナリスト発表後「最初で最後のサバイバルオーディションにしたい」と意気込んでいたという。
そして2019年（平成31年）1月、平成最後の開催となった『ミスFLASH2019』の13代目グランプリ受賞。
ミスFLASH受賞後の2019年は事務所の後輩である真木しおりと共に「フローラルパンサーズ」としてスーパー耐久のレースクイーンを担当。また「KCMGエンジェルス」としてスーパーフォーミュラのレースクイーンも務めた。
2020年はSUPER GT「JLOC DEA CORSA レースクイーン」を担当。同年夏には「ギャルズ・パラダイス」2020レースクイーンデビュー編にグラビアが掲載された。翌2021年は「Arnage Lovely Cats」に3年ぶりの復帰を果たす。
2021年8月、東京オートサロンのイメージガール『A-class』の2022年度メンバーを決めるセレクション審査にエントリーし、ファン投票で1位となったことによりA-classメンバー入りが決定した。

### ワンエイト退所とその後
2022年3月31日付で、13年間所属したワンエイトプロモーションを退所。フリーランスとして先述のArnage Lovely Catsの活動を継続。その後2023年シーズンでArnage Racingが「ANEST IWATA Racing」となったことに伴い、RQチーム名が『BLUE LINK Amb.（ブルーリンクアンバサダー）S-GT RQ』に変更。引き続きGT300クラスのRQに携わった。
2024年はレースクイーンの仕事から外れ、ANEST IWATA Racingのチームカメラマンとしてモータースポーツの現場に携わる。

## 人物
- 漢字検定準1級、英検2級の資格を持つ。またカメラ撮影を趣味としており、CAPA CAMERA WEB（ワン・パブリッシング）では自動車レースなどを撮影した記事を掲載[32]。同WEBではワンエイト時代の後輩であった近藤みやびも撮影していた[33]。
- 好きな色は赤と白[雑誌 1]。
- 学生時代はサッカー部のマネージャーを務めたことがある[雑誌 2]。
- お笑いコンビ『コロネケン』の渋谷は中学時代の同級生[TW 9]。
- ミスFLASH4代目グランプリ（2009年度）の柳本絵美とは『ムズムズ!!トゥナイト』[34]共演時からの仲である[35]。また、かつて同じ事務所に所属していた豊田瀬里奈（ミスFLASH2016受賞）と仲が良かった[36]。
- かつての事務所の同僚であったあべみほとは同じ北海道出身で、2014年にバスケットボール大会『3X3 EXE』のラウンドガールを共に務めていた。この大会を取り上げたあべのブログには「沙倉しずかちゃん（道産子）」と紹介されている[37]。
- A-classは2012年度のオーディションを受けていたが落選しており[注 7]、10年越しの夢が叶って喜びもひとしおだったという[38]。ちなみにA-class2022で共働した日南まみは沙倉と同じ北海道出身である。

## 作品

### DVD
- ミスFLASH2019 沙倉しずか（ラインコミュニケーションズ、2019年4月20日発売）[39]

### 写真集
- ミスFLASH2019写真集「2162」（光文社、2019年3月26日発売）[40]

## 活動

### レースクイーン
| 年     | カテゴリー                 | チーム名                                                  | 他メンバー                   |
| ------ | -------------------------- | --------------------------------------------------------- | ---------------------------- |
| 2012年 | スーパー耐久               | シンリョウレーシングチーム「DIXCELレースクイーン」        |                              |
| 2016年 | GTアジアシリーズ           | Phoenix Racing                                            | 佐藤衣里子                   |
| 2016年 | スーパーカーレースシリーズ | フロンティアキューティーズ                                | 阿川麻美、日下真実           |
| 2017年 | D1 GRAND PRIX              | GOODYEARエンジェル                                        | 荒井つかさ 大津リサ          |
| 2017年 | スーパーフォーミュラ       | TEAM TOM'S ネッツトヨタ多摩 T's factory lady              |                              |
| 2017年 | Moto GP                    | IDEMITSU HONDA TEAM ASIA                                  | 神閑風香                     |
| 2018年 | SUPER GT                   | Arnage Racing 「Arnage Lovely Cats」                      | 川崎りん 森美咲 高村みどり   |
| 2018年 | スーパーフォーミュラ       | TEAM TOM'S ネッツトヨタ多摩 T's factory lady              |                              |
| 2019年 | スーパー耐久               | Modulo Racing with DOME「フローラルパンサーズ」           | 真木しおり                   |
| 2019年 | スーパーフォーミュラ       | carrozzeria Team KCMG「KCMGエンジェルス」                 | 生田ちむ、竹本ちえ           |
| 2020年 | SUPER GT                   | JLOC ランボルギーニ GT3 「JLOC DEA CORSA レースクイーン」 | 小川舞、藤田香澄             |
| 2021年 | SUPER GT                   | Arnage Racing 「Arnage Lovely Cats」                      | 葵井えりか 野原ゆな のん     |
| 2022年 | SUPER GT                   | Arnage Racing 「Arnage Lovely Cats」                      | 葵井えりか 鈴乃八雲 葵木ひな |
| 2023年 | SUPER GT                   | ANEST IWATA Racing with Arnage 『BLUE LINK Amb. S-GT RQ』 | 藤田香澄 広瀬咲 鈴付みけ     |

### テレビ番組
- オールスター感謝祭（TBSテレビ）- 2011年～2013年にアシスタントとして出演[5][TW 1]。
- さまぁ〜ずの神ギ問（フジテレビ）
- アリよりのアリ（TBSテレビ）
- ニンゲン観察バラエティ モニタリング（TBSテレビ）
- お願い!ランキング（テレビ朝日）
- 24時間テレビ 愛は地球を救う39『有吉“生”反省会スペシャル』（2016年8月28日未明、日本テレビ）[12]
- モノクラ〜ベ（2017年2月19日放送、BSスカパー!）[36]
- 勇者ああああ（テレビ東京）
- 液体グルメバラエティー たれ（テレビ東京）[42]
- 神様のグチ2（日本テレビ）
- ムズムズ!!トゥナイト（NST新潟総合テレビ）[34]
- 透明彼女 season14 #3（2020年10月23日、V☆パラダイス）
- ドランクドラゴンのバカ売れ研究所!（2021年5月29日、TwellV） - ベロフジャパンのイメージガールとして商品紹介

### ウェブテレビ
- 内村さまぁ〜ず（Amazonプライムビデオ）[43]
- バチェラージャパンシーズン1 （2017年、Amazonプライムビデオ）[16]
- 360°まる見え! VRアイドル水泳大会（2019年9月13日、フジテレビオンデマンド）[44]

### イベント
| イベント名          | 出演年        | 出演ブース                | 備考・出典                 |
| ------------------- | ------------- | ------------------------- | -------------------------- |
| 東京モーターショー  | 2017年        | 日野自動車                | [ 17 ]                     |
| 東京ゲームショウ    | 2016年        | バンダイナムコゲームス    |                            |
| 東京ゲームショウ    | 2017年        | SamsungSSD×NEXON          |                            |
| 東京ゲームショウ    | 2018年        | SamsungSSD                |                            |
| 東京オートサロン    | 2012年        | 日野自動車                | [ 45 ]                     |
| 東京オートサロン    | 2018年        | GOODYEAR                  | 荒井つかさ・大津リサと共演 |
| 東京オートサロン    | 2020年        | フォルシアクラリオン      | [ TW 12 ]                  |
| 東京オートサロン    | 2022年        | イメージガール「A-class」 | [ 46 ]                     |
| 東京オートサロン    | 2023年        | ルノー/アルピーヌ         | [ 47 ]                     |
| 東京オートサロン    | 2024年        | GYEON JAPAN               | Reina+Worldと共演          |
| ニコニコ超会議      | 2016年 2017年 | SANYO                     |                            |
| JAPAN MOBILITY SHOW | 2023年        | HONDA                     | [ TW 14 ]                  |

### その他
- 第6回袖森フェスティバル（2011年10月2日、袖ヶ浦フォレストレースウェイ） - 市橋直歩と共演[49][50]
- 西口プロレスラウンドガール（2013年）[7]
- 東京オーヴァル京王閣マスコットガール バンクの女神（2013年）[51]
- 3X3 EXE ラウンドガール（2014年）[37]
- 第5回ネッツトヨタ多摩技能コンクール（2017年8月22日、ネッツトヨタ多摩 アカデミーセンター・カロス） - T's Factory Ladyとして出場者へのインタビュアーや表彰式のアシスタントを担当[52]
- GR Garage多摩 T's Factory オープニングイベント（2018年2月18日、ネッツトヨタ多摩武蔵野台店）[53]
- 第6回ネッツトヨタ多摩技能コンクール（2018年8月21日、ネッツトヨタ多摩　アカデミーセンター・カロス） - T's Factory Ladyとして出場者へのインタビュアーや表彰式のアシスタントを担当[TW 15]
- ネッツトヨタ東都葛飾店オープニングイベント（2019年7月6日 - 7日、ネッツトヨタ東都葛飾店）- GOODYEARエンジェルとして参加[54]